# La Nuit des rois (film, 1996)
 (novembre 2020).
Pour les articles homonymes, voir La Nuit des rois (homonymie).
La Nuit des rois (Twelfth Night: Or What You Will) est un film britannico-américano-irlandais réalisé par Trevor Nunn et sorti en 1996.

## Synopsis
Lors d'un naufrage, deux jumeaux Sebastian et Viola, sont séparés et s'imaginent chacun que l'autre a péri. Tandis que Sébastian garde des moutons, Viola se travestit en garçon sous le nom de Cesario et rentre au service du Duc Orsino. Celui-ci utilise Cesario pour déclarer sa flamme à la comtesse Olivia, qui ne tarde pas à tomber sous le charme de l'étrange jeune homme. Entre-temps Viola "Cesario" est tombée amoureuse de son duc.

## Fiche technique
- Titre : La Nuit des rois
- Titre original : Twelfth Night: Or What You Will
- Réalisation : Trevor Nunn
- Scénario : Trevor Nunn, d'après la pièce de William Shakespeare
- Format : Couleur - 1,85:1 - Dolby
- Genre : Comédie, drame, romance
- Durée : 134 minutes
- Dates de sortie :
  - 25 octobre 1996 (États-Unis)
  - 15 janvier 1997 (France)

## Distribution
- Imogen Stubbs : Viola
- Steven Mackintosh : Sebastian
- Nicholas Farrell : Antonio
- Sydney Livingstone : le capitaine
- Ben Kingsley : Feste
- James Walker : le prêtre
- Helena Bonham Carter : Olivia
- Nigel Hawthorne : Malvolio
- Mel Smith : Sir Toby Belch
- Imelda Staunton : Maria
- Toby Stephens : Orsino
- Alan Mitchell : Valentine
- Peter Gunn : Fabian
- Richard E. Grant : Sir Andrew Aguecheek